# 걸스데이의 어느 멋진 날
《걸스데이의 어느 멋진 날》은 2015년 8월 3일부터 9월 21일까지 MBC MUSIC에서 방송 했던 걸스데이의 리얼 버라이어티 프로그램이다.
일본 오키나와로 휴가를 떠난 걸스데이의 4박 5일간 여행기를 담은 리얼리티 프로그램으로 8주간 방송된다.